# Kurunjang
Kurunjang är en del av en befolkad plats i Australien. Den ligger i kommunen Melton och delstaten Victoria, omkring 36 kilometer nordväst om delstatshuvudstaden Melbourne. Antalet invånare är 6 728.
Runt Kurunjang är det ganska tätbefolkat, med 90 invånare per kvadratkilometer.. Närmaste större samhälle är Melton, nära Kurunjang. 
Trakten runt Kurunjang består i huvudsak av gräsmarker. Genomsnittlig årsnederbörd är 971 millimeter. Den regnigaste månaden är juni, med i genomsnitt 115 mm nederbörd, och den torraste är januari, med 34 mm nederbörd.